# 유명성
유명성(柳明星, Yoo Myeon-gseong 1989년 12월 27일 ~)은 대한민국의 인플루언서 겸 작가이다. 2020년부터 2021년까지 NAVER 인플루언서 팬 수 전분야 1위를 기록하였다.

## 학력
- 병방초등학교 졸업
- 계산중학교 졸업
- 계양고등학교 졸업
- 백석대학교 영어학 학사
- 국민대학교 경영대학원 MBA (디지털마케팅 전공)
- 고려대학교 미디어대학원 광고PR전공 재학
- 연세대학교 언론홍보대학원 디지털마케팅 Executive과정 수료

## 생애

### 활동
- 2015년 스마일게이트 우수 콘텐츠 크리에이터
- 2016년 인천광역시 계양도서관 SNS 홍보메이커 멘토
- 2016년 KAIST 케어스타 홍보대사
- 2016년 NAVER 동영상광고 베타테스터
- 2016년 NAVER 동영상광고 베타테스트 우수 멤버
- 2017년 삼성전자 노트북 9 Always 체험단
- 2017년 NAVER '이달의 블로그'
- 2017년 서울특별시 I SEOUL U 프렌즈 2기
- 2017년 삼성전자 Summer 아카데미 리뷰로거
- 2017년 NAVER DISCO Contents Curator
- 2017년 국제게임전시회 G-STAR 2017 공동 홍보 블로거
- 2017년 국제게임전시회 G-STAR 2017 공식 파워블로거
- 2017년 삼성전자 HMD 오디세이 리뷰로거
- 2018년 Seoul Media Mate
- 2018년 국제게임전시회 G-STAR 2018 공동 홍보 블로거
- 2018년 삼성전자 TV 리뷰로거
- 2019년 Xenics 마케팅팀
- 2020년 NAVER 인플루언서 검색 리워드 게임 부문 3위
- 2022년 인성의료재단 한림병원 통합마케팅실
- 2022년 인성의료재단 한림병원 공식 인플루언서
- 2022년 스마일게이트 스토브인디 공식 인플루언서
- 2022년 KAIST 케어스타 공식 인플루언서
- 2022년 국제게임전시회 G-STAR 2022 공동 홍보 블로거
- 2023년 엘제이컴퍼니 공식 인플루언서
- 2023년 Xenics 마케팅팀
- 2024년 린백 마케팅팀
- 2024년 린백 공식 인플루언서
- 2025년 올티칭 기획전략실
- 2025년 법무법인 정서 홍보팀

### 수상
- 2015년 스마일게이트 우수 콘텐츠 크리에이터
- 2016년 NAVER 동영상광고 베타테스트 우수 멤버
- 2017년 NAVER 이달의 블로그
- 2018년 NAVER X NEXON FIFAONLINE4 크리에이터 공모전 TOP 10
- 2020년 NAVER 인플루언서 검색 리워드 게임 부문 3위
- 2020년 NAVER 인플루언서 팬 수 전분야 1위
- 2021년 NAVER 인플루언서 팬 수 전분야 1위

### 저서
- 2022년 초보자가 알아야 할 네이버 블로그 노하우
- 2022년 중급자가 알아야 할 네이버 블로그 노하우
- 2022년 상급자가 알아야 할 네이버 블로그 노하우
- 2022년 인플루언서 되는법
- 2022년 블로거로서의 삶
- 2022년 어느 평범한 한 소년의 성인식(上)
- 2022년 어느 평범한 한 소년의 성인식(下)
- 2022년 스물여덟, 가끔은 무작정 길을 걷습니다(下)
- 2022년 스물여덟, 가끔은 무작정 길을 걷습니다(上)
- 2022년 인디게임 탐방기 1
- 2022년 인디게임 탐방기 2
- 2022년 인디게임 탐방기 3